# Evarcha maculata
Evarcha maculata é uma espécie de aranha da família Salticidae e do gênero Evarcha [en], encontrada na Guiné, Costa do Marfim e Etiópia. Foi registrada em savanas nas Terras Altas da Guiné [en] e próximo a corpos d'água, como o rio Awash. A espécie foi descrita pela primeira vez em 2002 por Christine Rollard e Wanda Wesołowska [en]. É uma aranha pequena, com cefalotórax de 1,7 a 2,3 mm de comprimento e opistossoma de 1,6 a 3,6 mm. Geralmente, a fêmea é maior que o macho, embora haja exceções, especialmente na Guiné. O cefalotórax tem uma carapaça amarelada com um campo visual mais escuro, e o esterno é amarelo ou laranja-amarelado. O opistossoma exibe um padrão distinto em forma de "H" maiúsculo, refletido no nome da espécie (maculata), que significa "manchada" em latim. As pernas são laranja ou amarelas. Seus órgãos copulatórios são distintos: a fêmea tem ductos de inseminação com formato único, e o macho possui um bulbo palpal curto e curvado.

## Taxonomia e etimologia
Evarcha maculata é uma espécie de aranha-saltadora da família Salticidae, descrita inicialmente por Christine Rollard e Wanda Wesołowska em 2002. O nome, derivado do latim "maculata" (manchada), reflete o padrão em forma de "H" no opistossoma. Wesołowska identificou mais de 500 espécies ao longo de sua carreira, sendo uma das mais prolíficas aracnólogas. A espécie foi alocada ao gênero Evarcha, circunscrito por Eugène Simon em 1902, um dos gêneros mais ricos em espécies, com representantes em quatro continentes.
Em 1976, Jerzy Prószyński [en] classificou Evarcha na subfamília Pelleninae, junto com Bianor [en] e Pellenes [en]. Em 2015, Wayne Maddison [en] transferiu o gênero para a subtribo Plexippina, parte da tribo Plexippini [en], no subclado Simonida do clado Saltafresia. O gênero é próximo de Hyllus e Plexippus, e análises de genes codificadores de proteínas indicam relação especial com Telamonia [en]. Em 2016, Prószyński criou o grupo Evarchines, baseado em Evarcha, incluindo Hasarinella [en] e Nigorella [en], devido a semelhanças nos órgãos copulatórios.
Em 2018, Prószyński propôs um novo gênero, Evawes, combinando Evarcha e Wesołowska, com base nos órgãos copulatórios distintos. Essa designação não é amplamente aceita, e a espécie permanece no gênero Evarcha no World Spider Catalog.

## Descrição

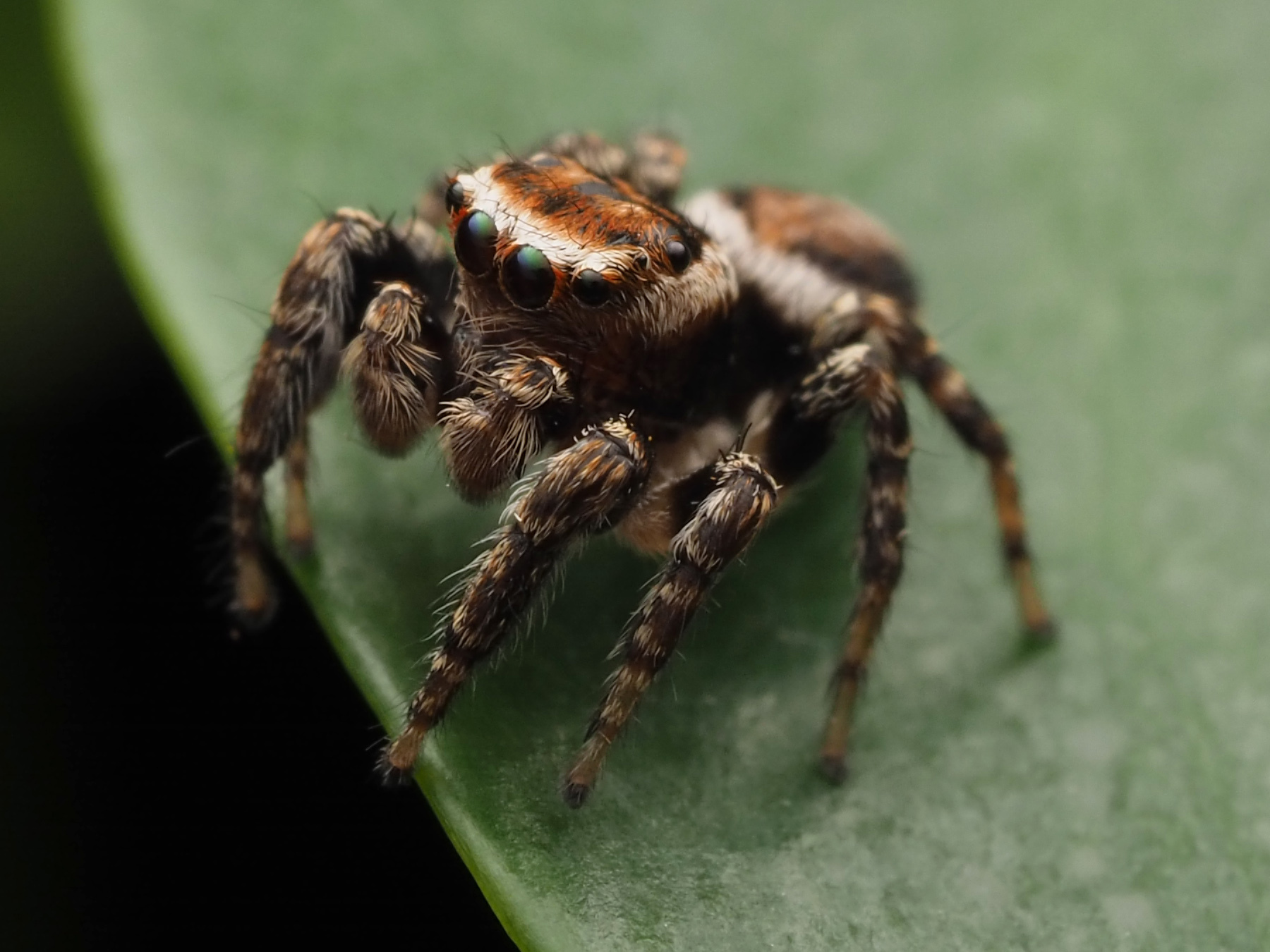
en, uma espécie relacionada

Evarcha maculata é uma aranha pequena e de cor clara, com características típicas do gênero. Seu corpo é dividido em dois segmentos principais: um cefalotórax ovalado e um opistossoma oval. No macho, o cefalotórax mede de 1,7 a 2,1 mm de comprimento e 1,4 a 1,5 mm de largura. A carapaça, parte superior dura do cefalotórax, é amarelada, com linhas cinza nas bordas e um padrão listrado marrom indistinto no topo. O campo visual dos olhos é mais escuro, com manchas brancas e áreas pretas ao redor dos olhos, algumas com escamas amareladas. Pequenos pelos brancos cobrem toda a superfície. O esterno, parte inferior do cefalotórax, é amarelo ou laranja-amarelado. A face, ou clípeo, é baixa, com pelos brancos densos nas bochechas. As peças bucais são marcantes: as quelíceras, marrons ou marrom-claras, têm manchas escuras; o lábio é amarelo ou marrom; e as maxilas são laranja-amareladas.
O opistossoma do macho tem tamanho semelhante à carapaça, com 1,6 a 1,9 mm de comprimento e 1,0 a 1,2 mm de largura. A parte superior é amarelada, com um padrão cinza-marrom em forma de "H" maiúsculo, coberto por pelos brancos e marrons. Algumas aranhas Evarcha certa [en] apresentam padrão semelhante. A borda frontal tem cerdas escuras longas. A parte inferior é geralmente amarela, mas em alguns casos, mais cinza nas laterais, com uma faixa marrom ou cinza no centro. As fieiras são cinza ou marrons, e as pernas são amarelas, com anéis mais escuros em alguns segmentos e pelos marrons e cinza, além de espinhos marrons.
Os órgãos copulatórios são distintos. O pedipalpo do macho é marrom, com pelos densos no címbio, que cobre o bulbo palpal. O bulbo é volumoso, com uma protrusão bulbosa na base e lados arredondados. Do topo, projeta-se um êmbolo curto e afiado, usado para inseminar a fêmea. A tíbia palpal, também peluda, tem uma grande apófise reta e pontiaguda. A simplicidade da apófise tibial contrasta com o design mais complexo de Evarcha mirabilis [en]. O êmbolo curvado a distingue de Evarcha vittula [en].
A fêmea é maior, com cefalotórax de 2,1 a 2,3 mm de comprimento e 1,6 a 1,9 mm de largura, e opistossoma de 2,6 a 3,6 mm de comprimento e 1,8 a 2,7 mm de largura, embora um exemplar da Guiné tivesse carapaça e opistossoma de apenas 1,8 mm. É mais escura que o macho, com uma carapaça alta e inclinada, laranja-acastanhada, coberta de pelos marrons, e um campo visual curto e escuro. Possui cerdas longas, escamas translúcidas e anéis pretos ao redor dos olhos. O esterno varia de laranja-amarelado a marrom-claro, assim como o lábio e o clípeo. As quelíceras, marrom-claras com manchas escuras, têm um único dente.
O opistossoma da fêmea tem o mesmo padrão "H" do macho, mas mais claro e menos definido. Em alguns casos, o padrão assemelha-se a uma flecha. É coberto por pelos curtos. A parte inferior é cinzenta, com pontos formando três linhas. As fieiras são cinza-amareladas, e as pernas, laranja-amareladas a marrom-claras, com a última dupla mais longa, cobertas por pelos marrons. O epígino é esclerotizado [en], com uma depressão central rasa e dois bolsos posteriores próximos ao sulco epigástrico. Possui duas aberturas copulatórias que levam a ductos de inseminação de paredes espessas. Os ductos e as espermatecas, com várias câmaras, são complexos. O trajeto dos ductos é o que mais a distingue de outras fêmeas de Evarcha.

## Comportamento e habitat
Evarcha maculata habita savanas montanhosas. Na Etiópia, foi encontrada em florestas ribeirinhas, incluindo áreas próximas ao rio Awash, frequentemente em serrapilheira e com preferência por árvores como Vachellia nilotica. Aranhas do gênero Evarcha constroem ninhos de teias entre árvores. Estudos com Evarcha arcuata [en] mostram que descansam penduradas em fios de seda. Alimentam-se de uma ampla variedade de presas, incluindo afídios, moscas e outras aranhas. Como outras aranhas-saltadoras, não tecem teias para capturar presas, mas caçam por emboscada.

## Distribuição
As aranhas do gênero Evarcha estão presentes em várias partes do mundo, embora as encontradas na América do Norte possam ser migrantes acidentais. Na África, o gênero é amplamente distribuído. Evarcha maculata ocorre na Etiópia, Costa do Marfim e Guiné. O holótipo foi descoberto em 1991 no Monte Leclerc, nas Terras Altas da Guiné, a 900 m acima do nível do mar. Outros exemplares foram encontrados no mesmo local. O primeiro exemplar etíope foi descrito em 2008, coletado em 1983 no Parque Nacional de Awash [en], a 800 m de altitude, com outros registros na região. Sua presença na Costa do Marfim foi registrada em 2022, com base em um espécime coletado em Lamto, na Floresta de Bandama, em 1975.

### Citações
1. 1 2 3 4  World Spider Catalog (2017). «Evarcha maculata Rollard & Wesolowska, 2002». World Spider Catalog. 18.0. Bern: Natural History Museum. Consultado em 20 de julho de 2017
2. ↑  Rollard & Wesołowska 2002, p. 291.
3. ↑  Wiśniewski 2020, p. 6.
4. ↑  Rollard & Wesołowska 2002, p. 288.
5. ↑  Prószyński 2018, p. 132.
6. ↑  Maddison & Hedin 2003, p. 540.
7. ↑  Maddison 2015, p. 250.
8. ↑  Maddison 2015, pp. 246, 280.
9. ↑  Maddison, Bodner & Needham 2008, p. 56.
10. ↑  Maddison & Hedin 2003, p. 536.
11. ↑  Prószyński 2017, p. 51.
12. ↑  Prószyński 2018, p. 153.
13. ↑  Kropf et al. 2019, p. 445.
14. 1 2 3 4 5  Wesołowska & Tomasiewicz 2008, p. 14.
15. 1 2 3 4  Wesołowska & Tomasiewicz 2008, p. 15.
16. 1 2 3 4 5  Rollard & Wesołowska 2002, p. 292.
17. ↑  Wesołowska & Haddad 2009, p. 32.
18. ↑  Haddad & Wesołowska 2011, p. 67.
19. 1 2  Wesołowska & Tomasiewicz 2008, p. 16.
20. ↑  Prószyński 2018, p. 154.
21. ↑  Rollard & Wesołowska 2002, pp. 291–292.
22. ↑  Wesołowska & Tomasiewicz 2008, p. 54.
23. ↑  Wesołowska & Russell-Smith 2022, p. 136.
24. ↑  Rößler et al. 2021, p. 5.
25. ↑  Rößler et al. 2021, p. 6.
26. ↑  Wolff & Gorb 2012, p. 424.
27. ↑  Maddison & Hedin 2003, p. 543.
28. ↑  Rollard & Wesołowska 2002, p. 290.
29. ↑  Wesołowska & Russell-Smith 2022, p. 24.